# Certima lojanata
Certima lojanata är en fjärilsart som beskrevs av Paul Dognin 1892. Certima lojanata ingår i släktet Certima och familjen mätare. Inga underarter finns listade i Catalogue of Life.